# Portalmast
Ein Portalmast ist ein Freileitungsmast, bei dem die Traversen mit den Leiterseilen auf mindestens zwei Stützen ruhen. Portalmaste können als Holzmast, Betonmast, Stahlrohrmast oder Gittermast ausgeführt sein.
Portalmaste werden in Deutschland wegen ihres größeren Platzbedarfes im Regelfall nur für Abspannmaste verwendet, die hohen Zugkräften widerstehen müssen, und als Stützpunkte für Leitungen in Schaltanlagen (Abspannportal).
Eine Ausnahme bildete eine um 1924 errichtete 110-kV-Leitung vom Kraftwerk Hirschfelde über Bautzen nach Dresden, die durchgehend auf Portalmasten verlegt wurde, sowie eine von Espenhain nach Zwönitz errichtete 110-kV-Leitung auf hölzernen Portalmasten, die Anfang 1950 zur Versorgung der Wismut AG errichtet wurde. Beide Leitungen wurden inzwischen ersetzt. Eine weitere auf Portalmasten verlegte 380-kV-Leitung verläuft z. B. zwischen dem Umspannwerk bei Waldshut-Tiengen und dem Klingnauer Stausee in der Schweiz, diese Leitung trägt auf einer zweiten Traverse noch je ein System für 110 und 220 kV. Ebenfalls vom Umspannwerk Tiengen verläuft eine auf eine auf Portalmasten verlegte Leitung mit 3 Ebenen für je einen Stromkreis mit 110 kV zum Rheinkraftwerk Albbruck-Dogern.
Portalmaste haben in der Regel zwei Tragwerke, es gibt aber auch Masten mit drei und mehr Tragwerken wie das Masttripel von Saporischschja. Auch am Koepchenwerk stehen mehrere Portale, die aus bis zu drei Masten bestehen.
2015 knickte ein Sturm 14 Donaumasten einer 380-kV-Freileitung der Firma 50Hertz bei Erdeborn um. Anstelle der alten Donaumasten wurden u. a. provisorische Portalmasten errichtet.

## Galerie

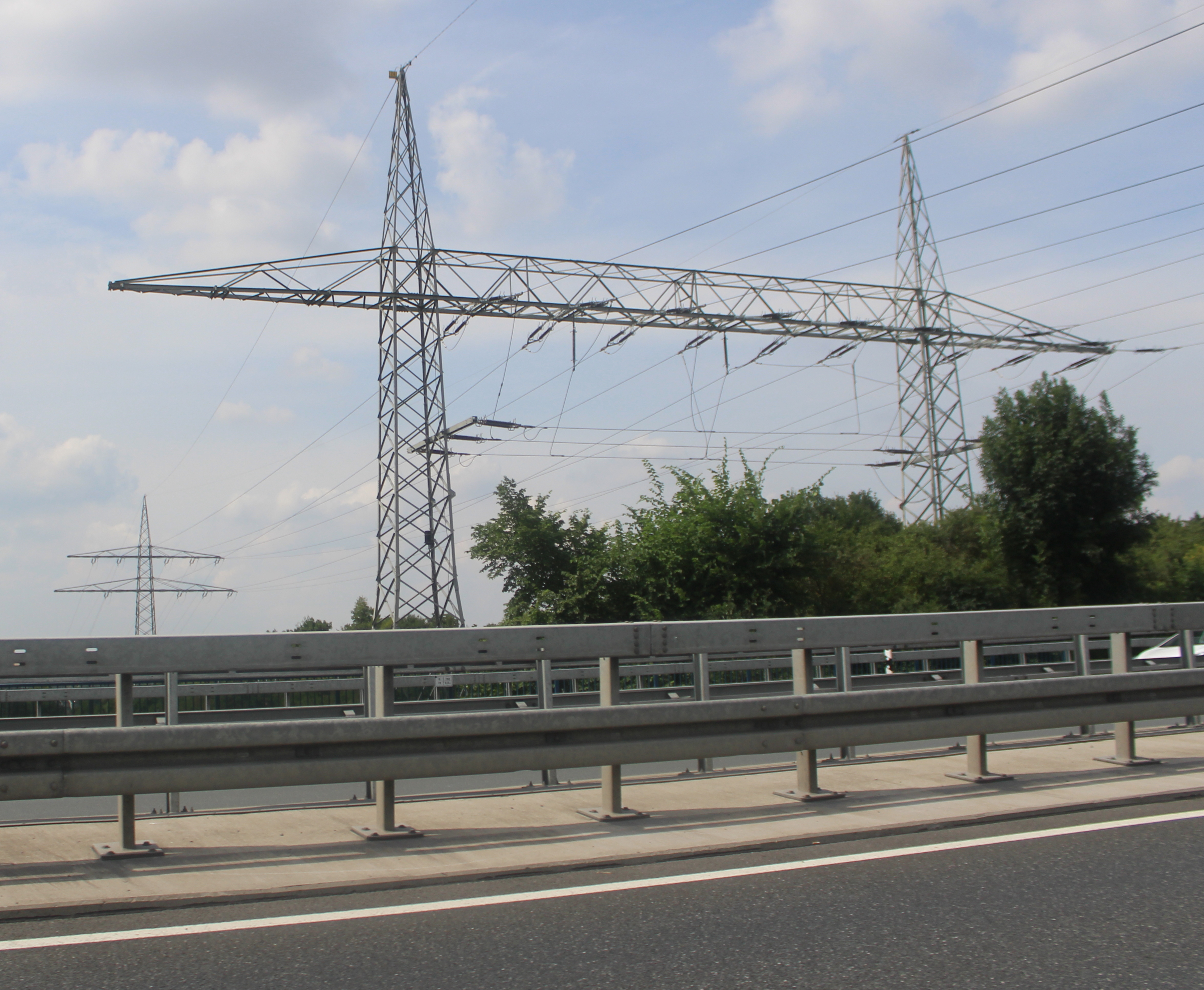
Portalmast für 110 kV an der B 19 bei Würzburg
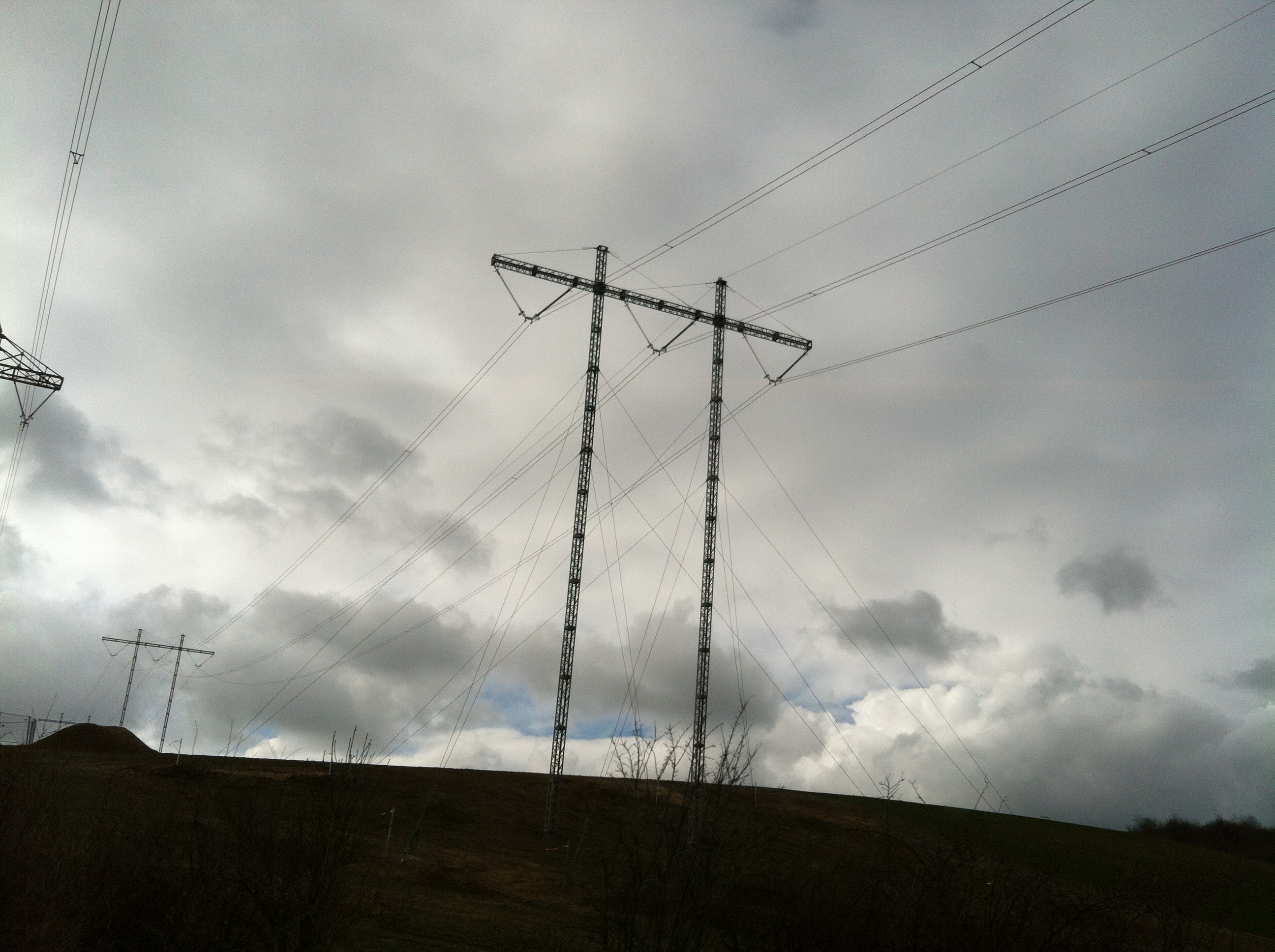
Portalmast für 380 kV bei Erdeborn
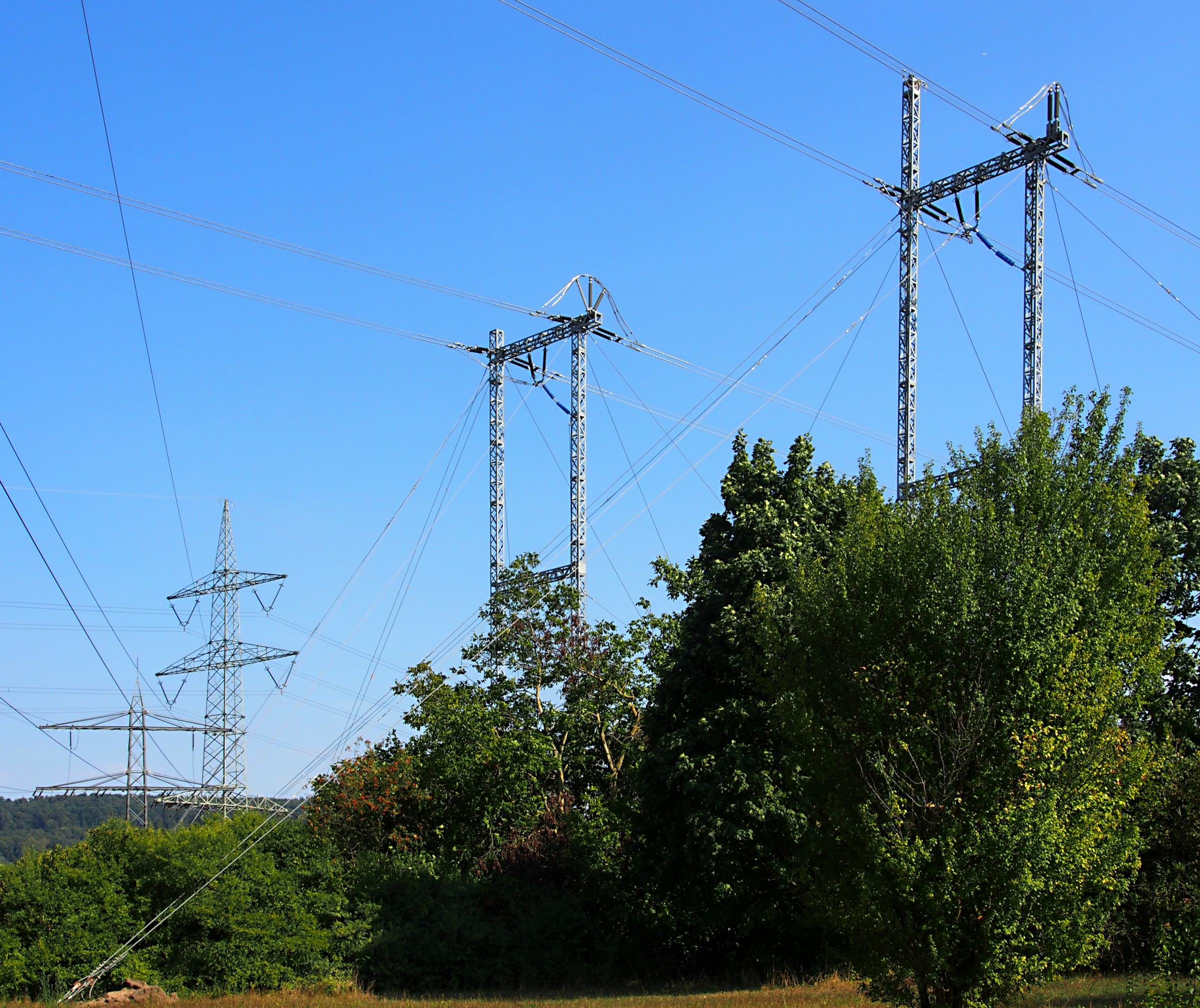
Portalmasten als provisorische Masten
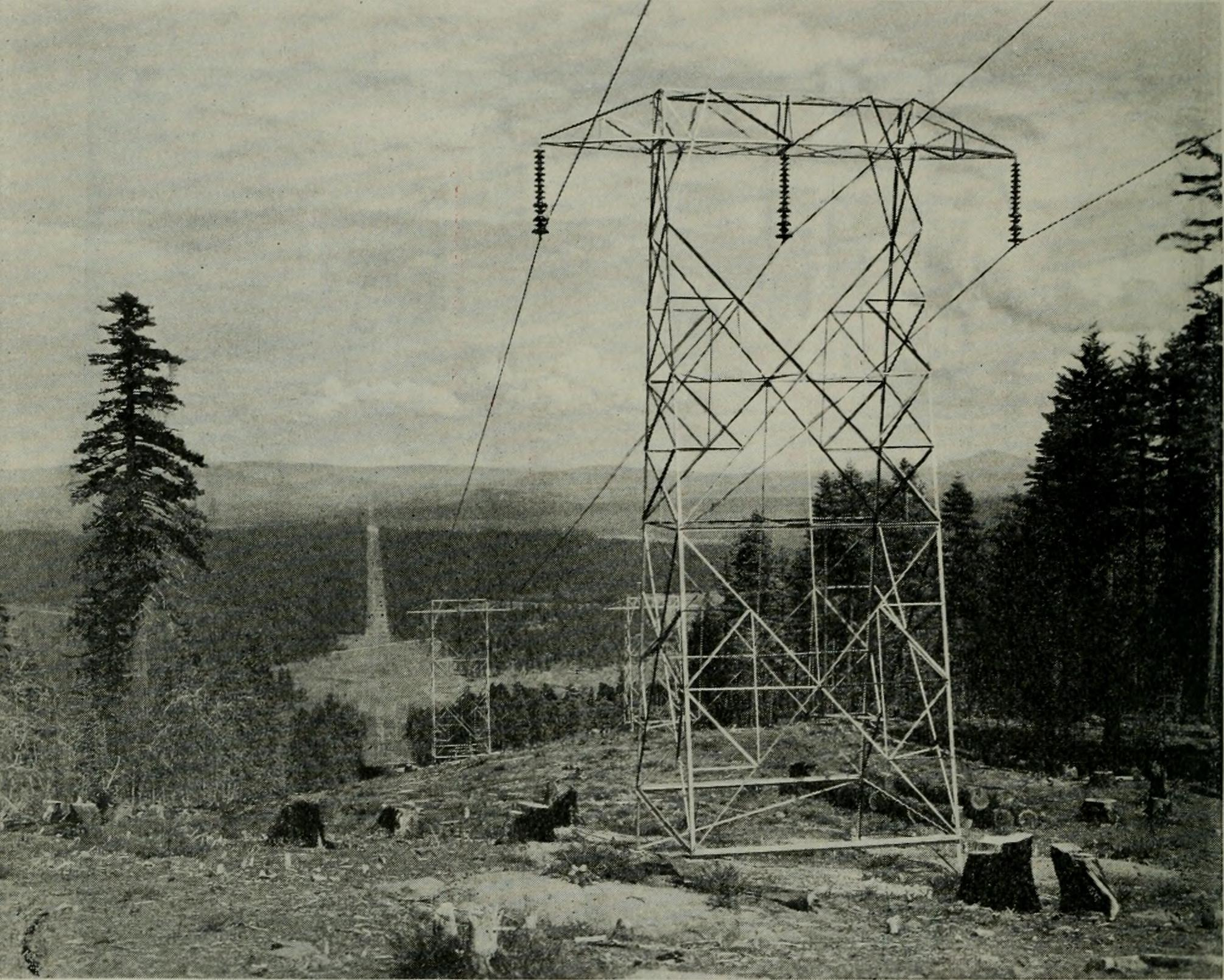
Als Gitterkonstruktion ausgeführter Portalmast der weltweit ersten 220-kV-Leitung
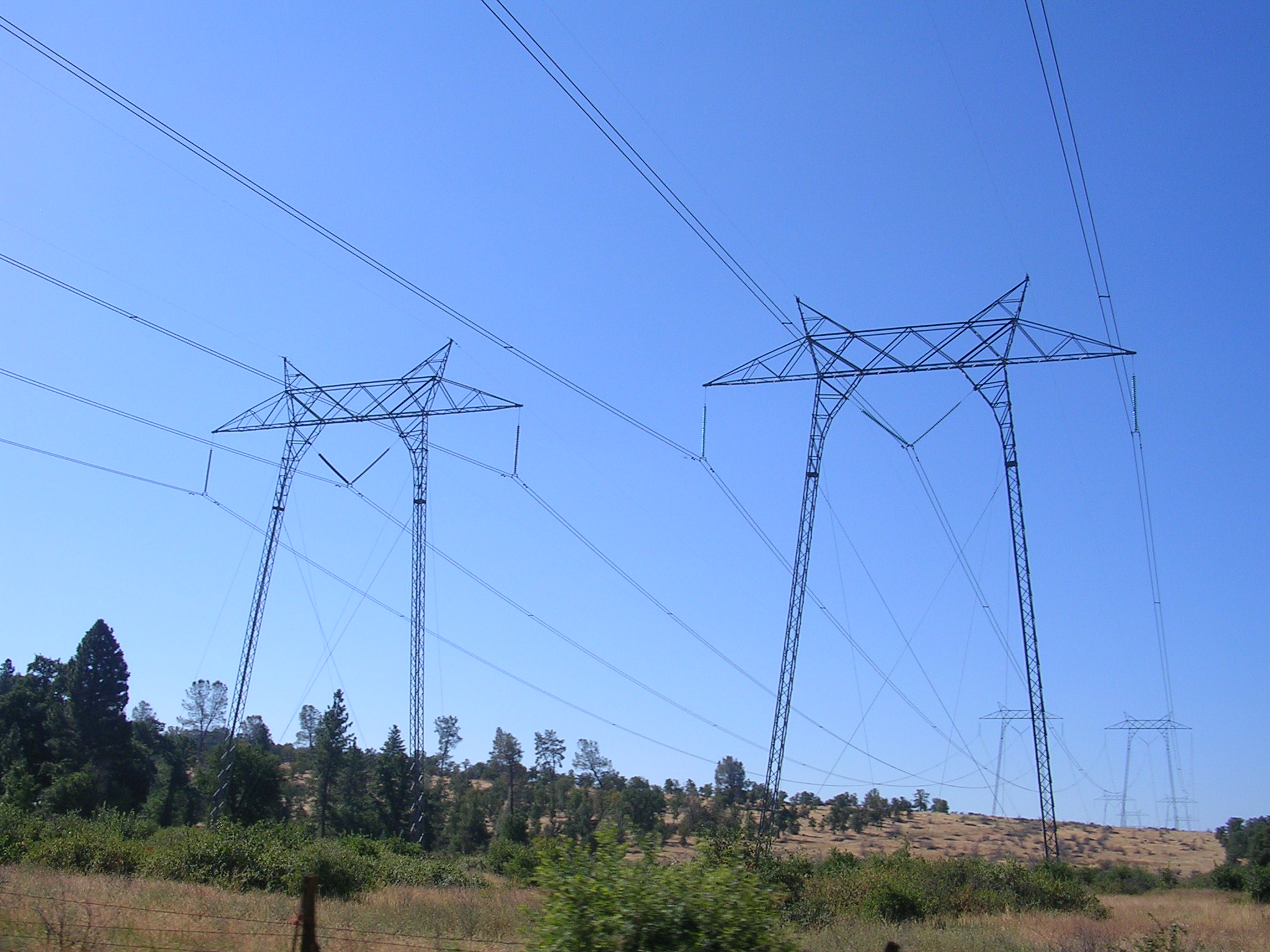
Seilverspannte 500-kV-Portale in Nordkalifornien
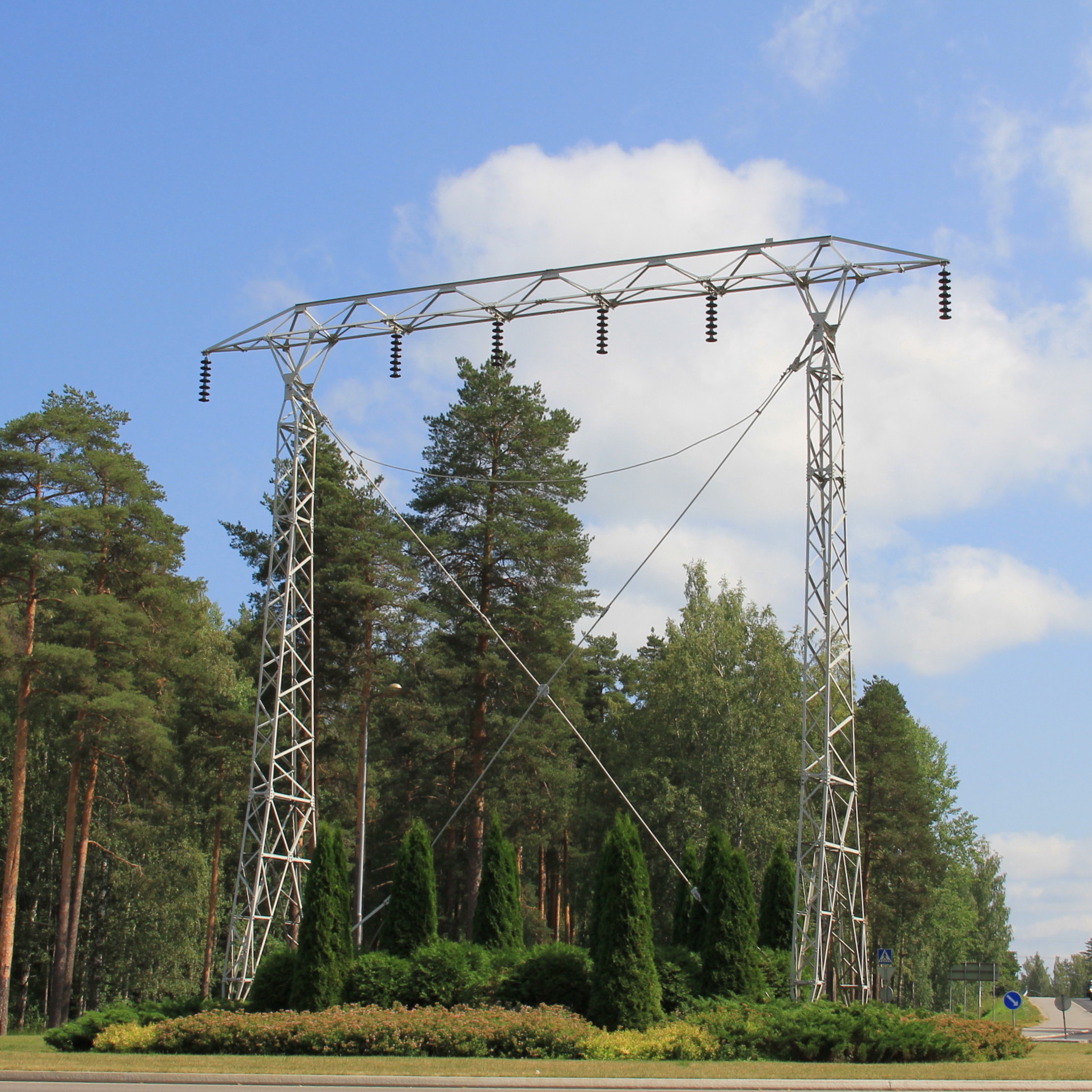
Die Rautarouva-Leitung war die erste 110-kV-Leitung in Finnland, erbaut in den 1920er Jahren.
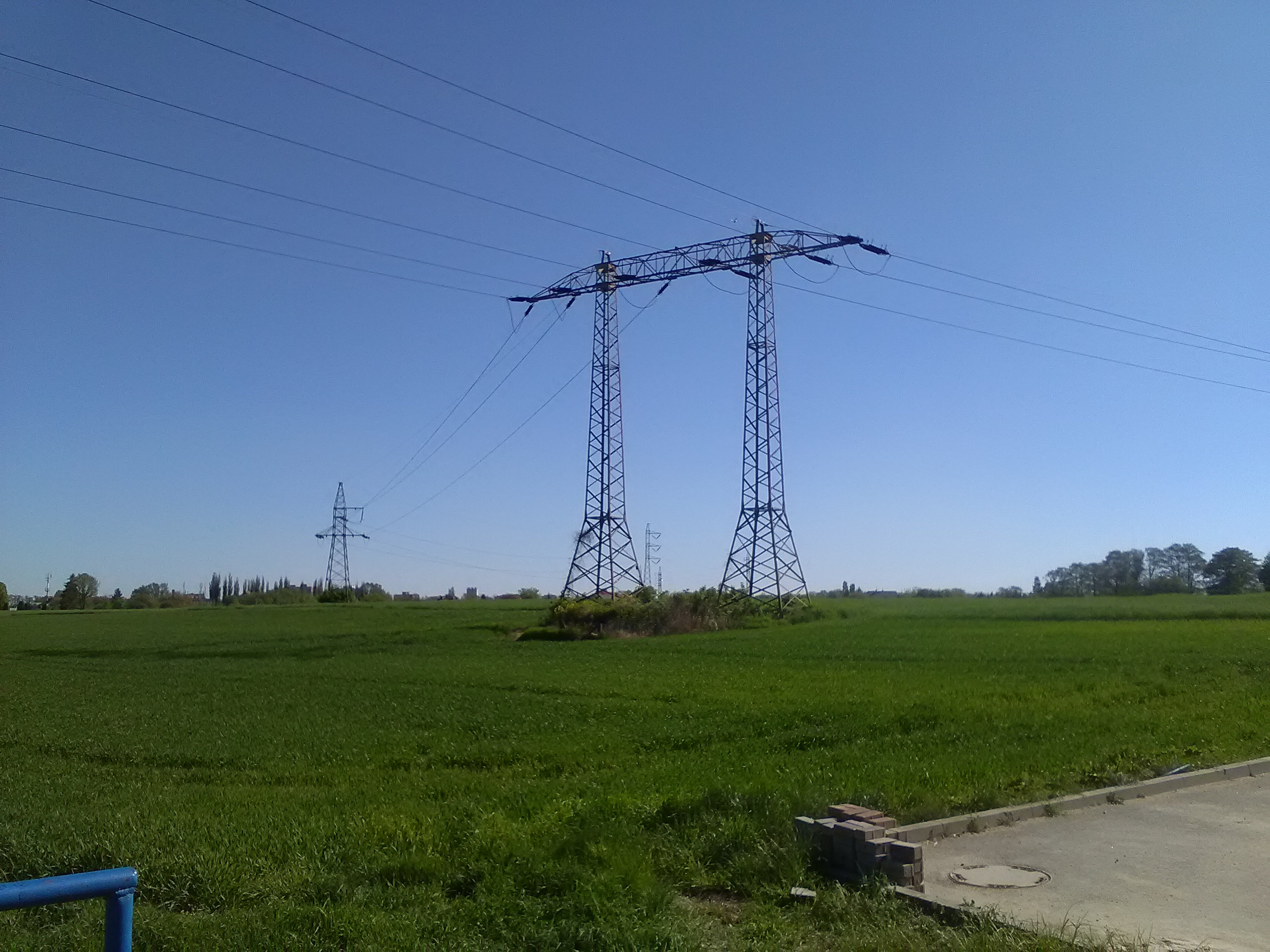
Als Portal ausgeführte Abspannmasten wie dieser finden sich bei älteren Hochspannungsleitungen in Brandenburg und Mecklenburg-Vorpommern
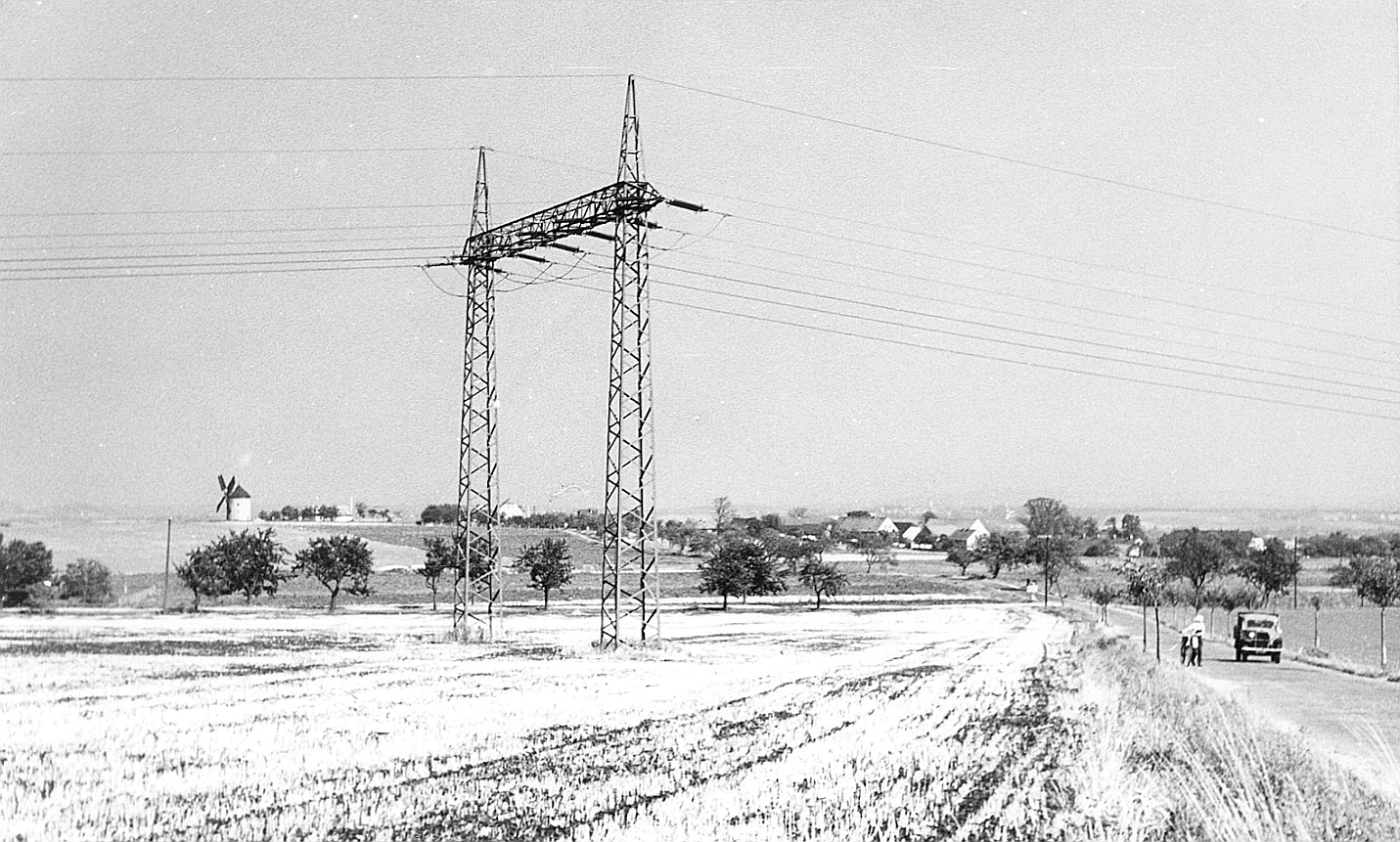
Eine gänzlich auf Portalmasten verlegte Leitung bei Bautzen
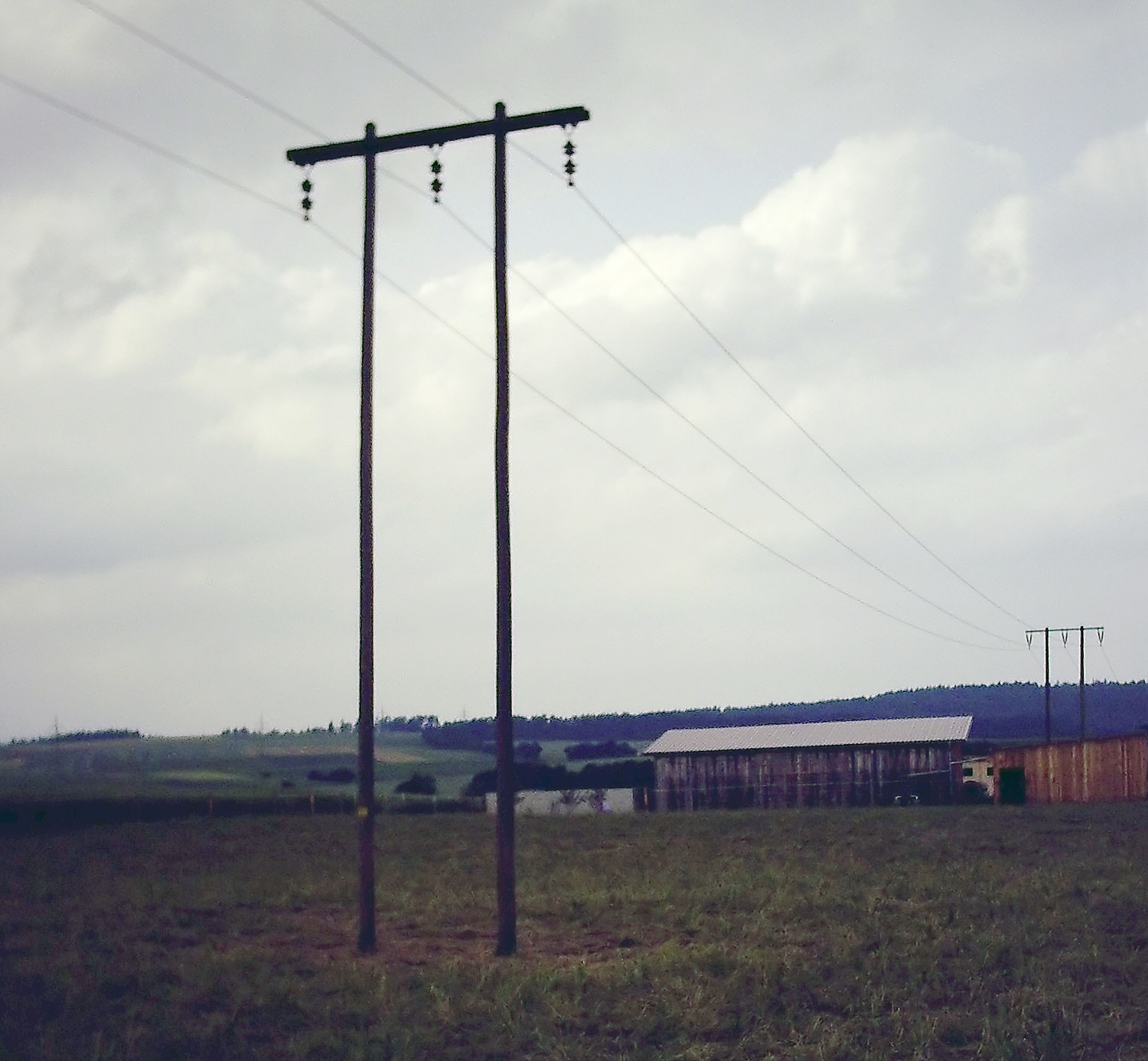
Portalmast für Mittelspannung bei Wollbach
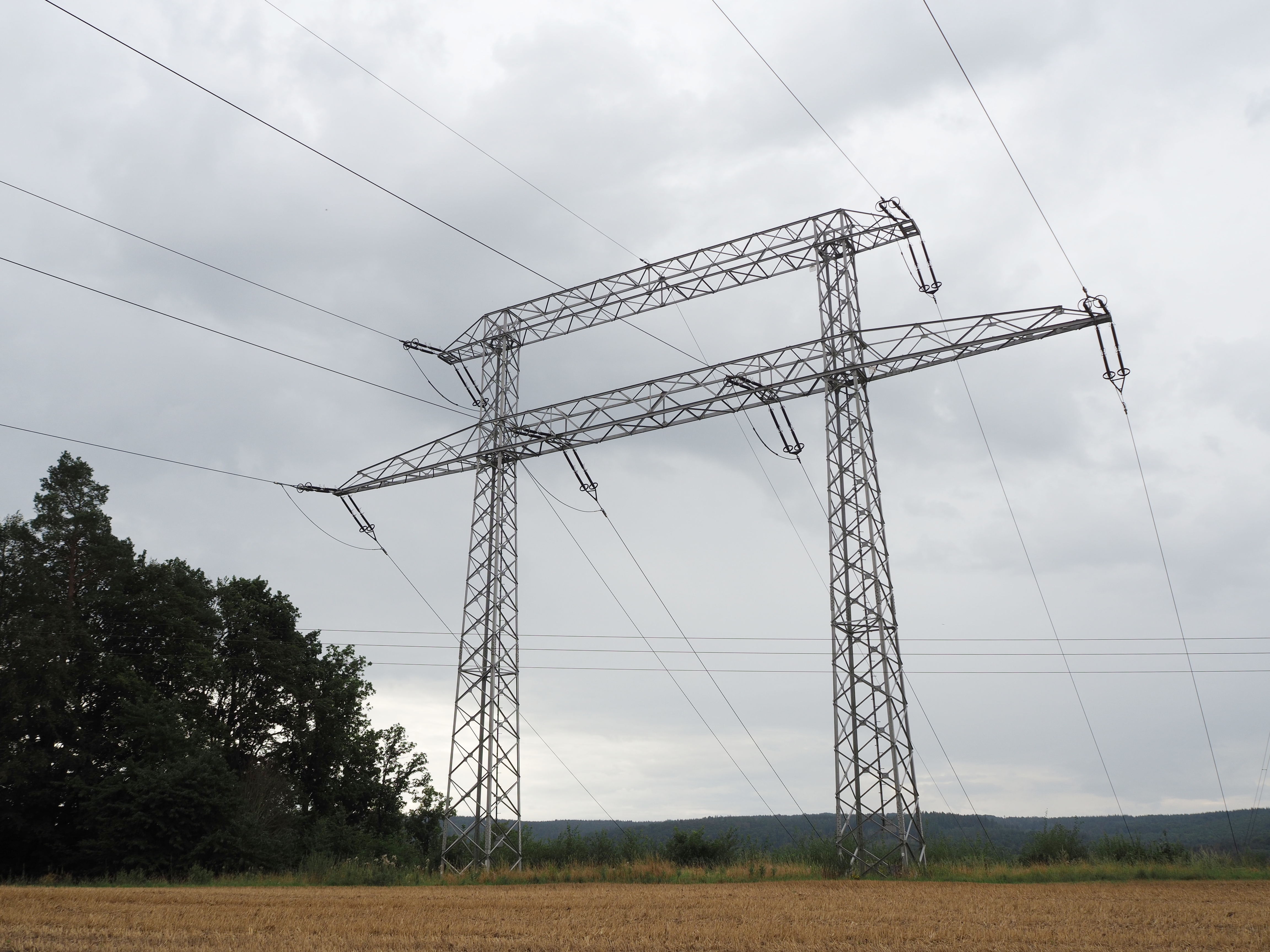
Portalmast der 220-kV-Leitung Lehrte–Borken bei der Kreuzung der Werra in der Nähe von Hedemünden
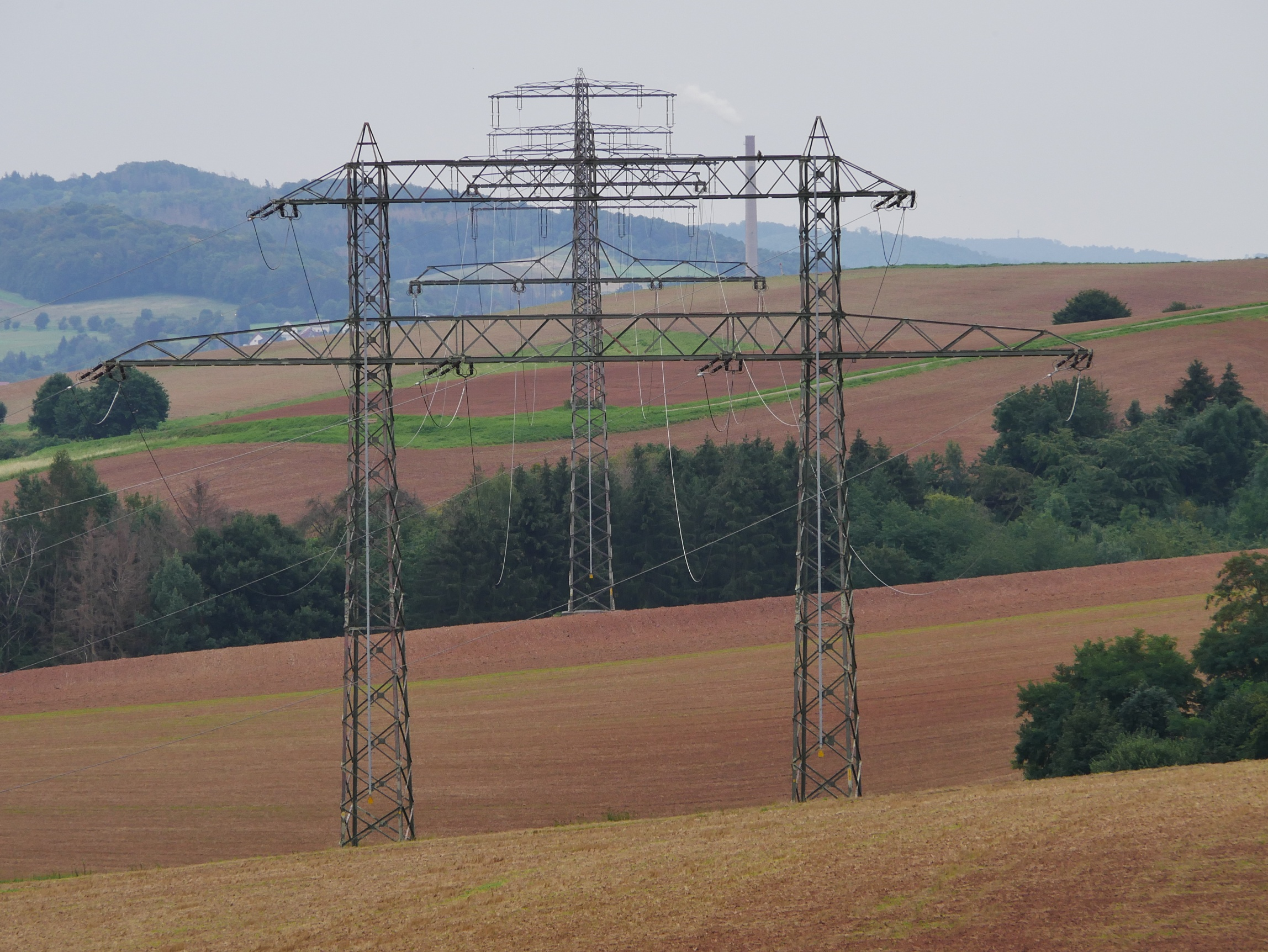
Portalmast der 220-kV-Leitung Lehrte–Borken bei Dehnsen
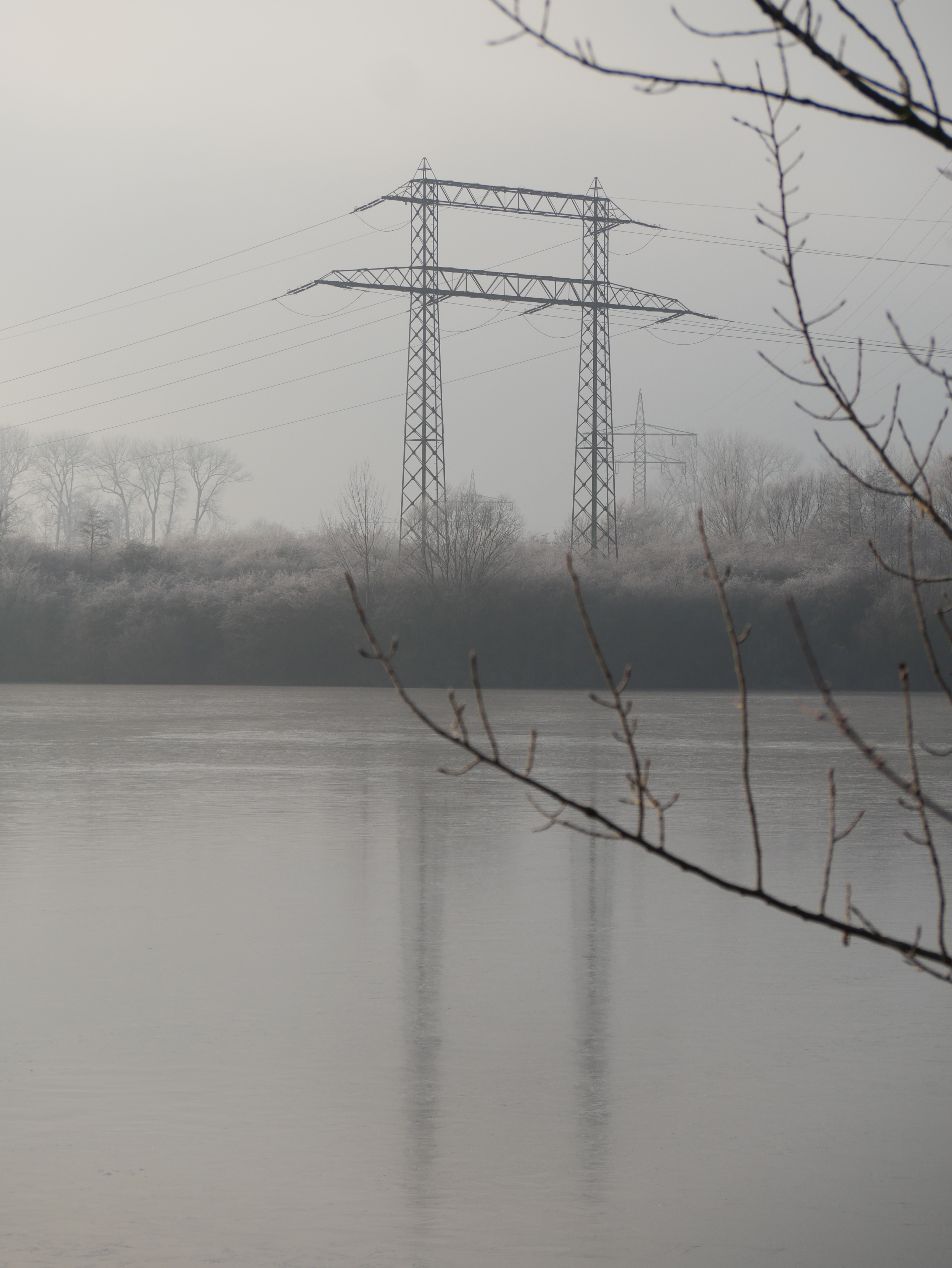
Portalmast der 220-kV-Leitung Lehrte–Borken in der Leineaue bei Rethen
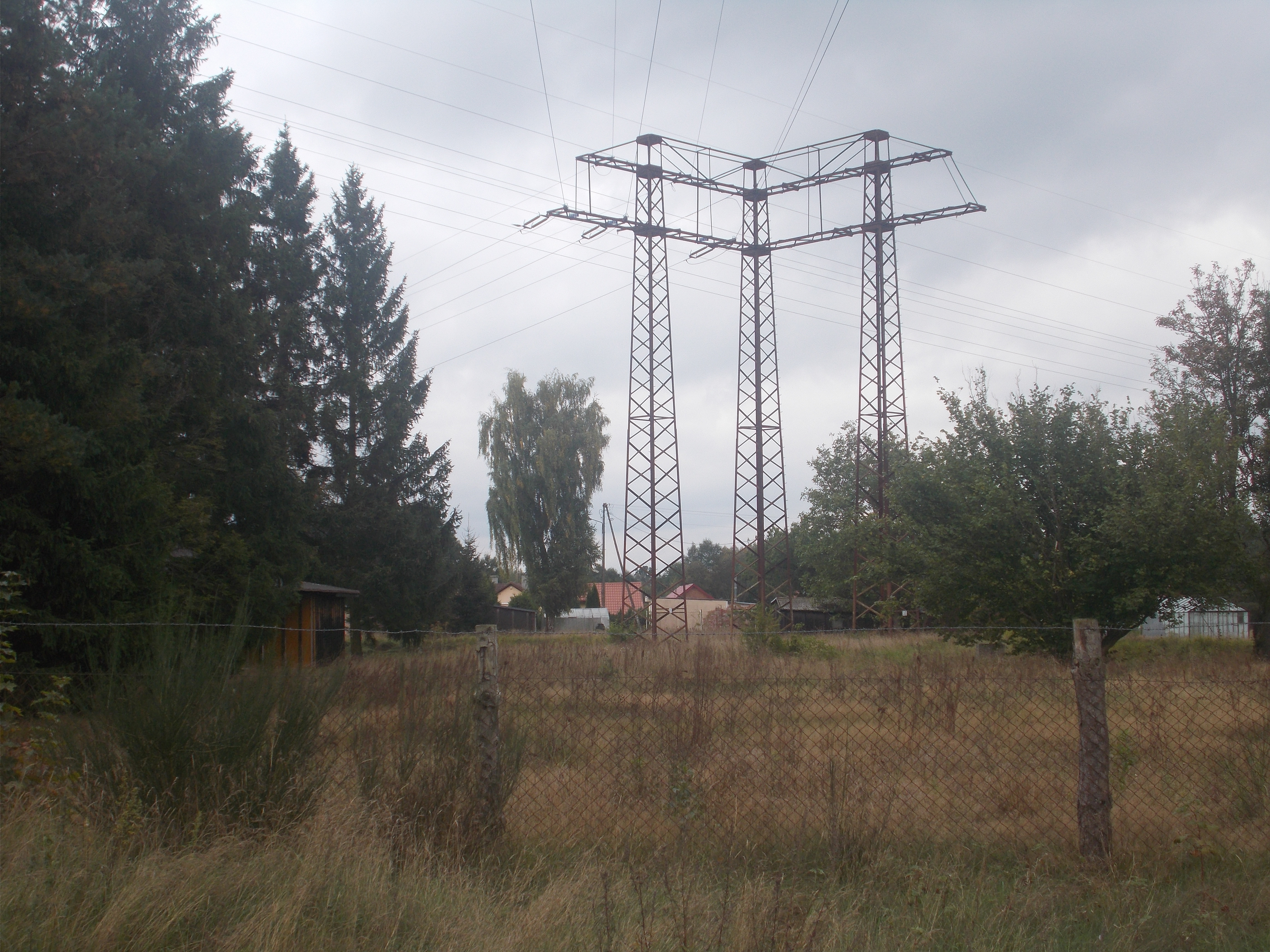
Gewinkelter Portalmast mit drei Standbeinen, um zwei Stromkreise zu vereinen.

## Eisenbahnen

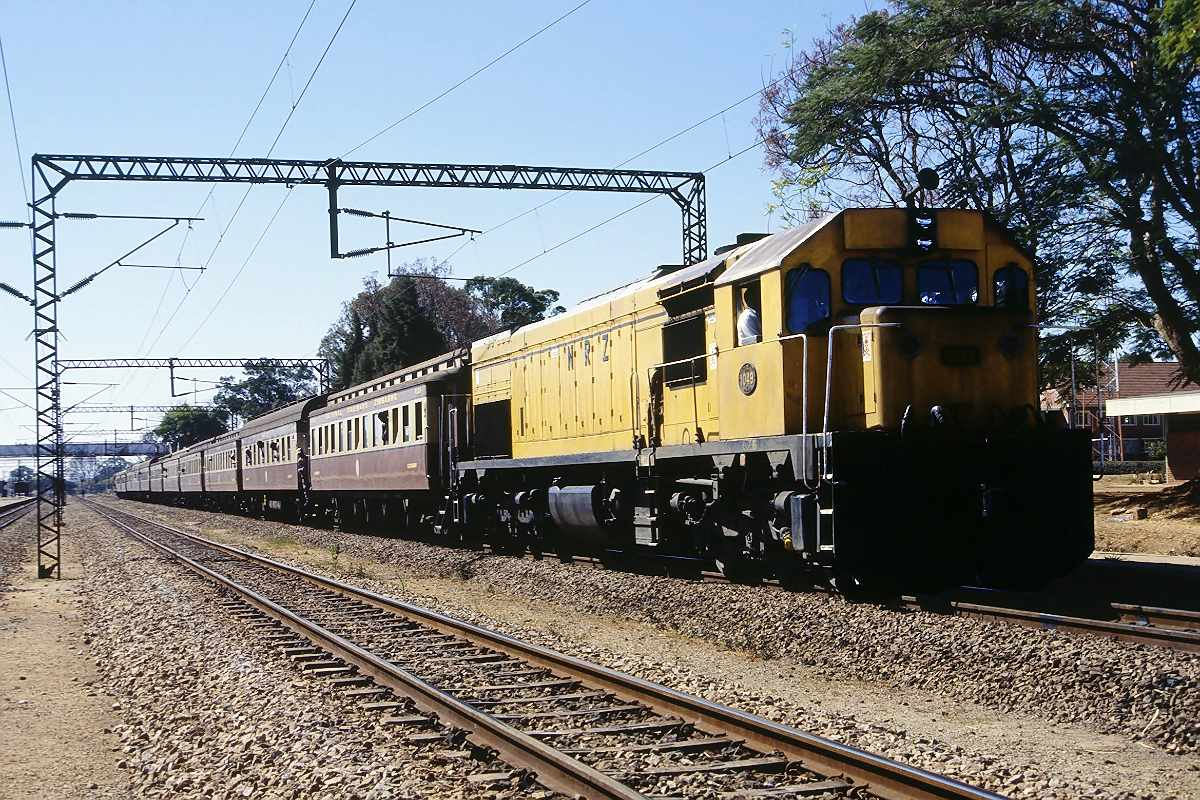
Portalmast in Gweru, Simbabwe

Für Oberleitungen von mehrgleisigen elektrischen Bahnen ist der Einsatz von Portalmasten weltweit üblich, da sie bei hohen Fahrgeschwindigkeiten ein besseres Schwingungsverhalten als Quertragwerke aus Seilen aufweisen. In Deutschland werden Quertragwerke in diesen Fällen hingegen nicht durch Portalmasten, sondern durch Einzelmasten ersetzt.